# Titaÿna
Titaÿna és el pseudònim de Élisabeth Sauvy (Mas Richemont, Vilanova de Raò, 22 de novembre de 1897 - San Francisco, 13 d'octubre de 1966) fou una periodista i reportera francesa, germana gran d'Alfred Sauvy.
Élisabeth Sauvy és una de les poques dones de França que ha rebut l'estatut de gran reporter durant els années folles. A la recerca de sensacions fortes i d'exotisme, va recórrer el món de 1925 a 1939, i va informar del seus viatges amb texts insòlits.

## Biografia
Originària del Rosselló, es va inspirar en llegendes catalanes pel seu sobrenom de Titaÿna. Era germana de sociòleg Alfred Sauvy. Feminista de primera hora, rebel i mundana, portava els cabells curts a l'estil garçon i es va convertir en portaveu de tots aquells que reclamaven respecte i llibertat. Periodista i gran reportera a Vu, Voilà, L'Intransigeant o Paris-Soir, va escriure sobre la història del món i va entrevistar Mustafa Kemal, Mussolini, Hitler, Primo de Rivera o Romanetti, el cap dels maquis corsos. Va fer equip amb Édouard Helsey, era admirada pels grans noms del periodisme francès com Pierre Mac Orlan o Henri Béraud fins al punt que el seu biògraf, Benoît Heimermann li dona el sobrenom de "Reine du Tout-Paris". Apassionat de l'aviació, ella mateixa pilotava un avió. Malgrat la seva vida frenètica de viatges en avió i aventura, també és una novel·lista reeixida i realitzadora de documentals. Les seves històries de grans reportatges i aventures sovint són comparades a les d'Albert Londres, Joseph Kessel i Blaise Cendrars. és autora de nombroses obres de viatges i d'exploració, i de desembre de 1928 a octubre de 1929 fou directora de la revista Jazz, del la que en fou redactor en cap Carlo Rim.
El 1941 va marxar de París i es va establir a la Costa Blava, on v començar a traduir La Terre du voleur que li havia confiat el seu amic i editor Pierre Trémois. Ella s'interessa per aquest text i s'hi va dedicar completament fins al punt de enviar-lo a Jean Giono per sol·licitar un prefaci que l'autor va accedir a escriure i en la qual se celebra la qualitat literària i poètica de la traducció. « No conec el llenguatge original de l'obra. Qualsevol que sigui Titaÿna l'utilitza per traduir és ric, brillant, simple i coincideix exactament amb el tema (...) No sé si tota la poesia roman. Sé que la poesia és allà. »
Sota l'ocupació, va prendre partit per la col·laboració amb la França de Vichy i va escriure articles antisemites per La France au travail i Les Nouveaux Temps. Després de l'Alliberament de França fou jutjada, desposseïda de la nacionalitat francesa i confiscats els seus bens. Es va retirar voluntàriament a San Francisco després de la mort del seu marit a finals de desembre de 1946. S'hi quedarà fins a la fi dels seus dies. Va contactar amb Giovanni Scopazzi, home de lletres d'origen italià arribat als Estats Units en la dècada del 1920. Va treballar en la llibreria més prestigiosa de la ciutat situada a Unions Square. Van viure plegats fins a la mort de Titaÿna el 13 d'octubrefr 1966.
La seva biografia fou escrita per Benoît Heimermann en 1997 i reeditada en 2011 per Arthaud. Una de les seves obres principals, Une femme chez les chasseurs de têtes fou reeditada en 2016 (éditions Marchialy), acompanya d'un inèdit, Mes mémoires de reporter, la història autobiogràfica de la seva vida aventurera apareguda inicialment en forma de fulletó a la revista Vu entre desembre de 1937 i gener de 1938.

## Obres
- Simplement, Paris, Ernest Flammarion, 1923.
- La bête cabrée, Paris, Aux Éditeurs associés - Les Éditions du Monde moderne, collection "le roman nouveau", 1925 (préface par Pierre Mac-Orlan).
- Mon tour du monde, Paris, Louis Querelle, 1928.
- Voyage autour de ma maîtresse, Paris, Ernest Flammarion, 1928.
- Voyage autour de mon amant, Paris, Ernest Flammarion, 1928.
- Bonjour la Terre, Paris, Louis Querelle, 1929.
- Loin, Paris, Ernest Flammarion, s.d. [1929].
- La Caravane des morts, Paris, Éditions des Portiques, 1930.
- Chez les mangeurs d'homme (Nouvelles-Hébrides), Paris, Éditions Duchartre, collection "Images", 1931 (photographies par A.-P. Antoine et R. Lugeon).
- La Japonaise, Paris, Nouvelle société d'édition, collection "Elles" n.5, 1931.
- Nuits chaudes, Paris, Gallimard, collection "Succès", 1932.
- Une femme chez les chasseurs de têtes (Bornéo et Célèbes), Paris, Éditions de la nouvelle revue critique, collection "La Vie d'Aujourd'hui", 1934.
- Les ratés de l'aventure, Paris, Éditions de France, 1938.
- Une femme chez les chasseurs de têtes et autres reportages, Paris, Union Générale d'Éditions - 10/18, collection "Grands Reporters" n, 1735, 1985 (préface par Francis Lacassin), ISBN 978-2081254251.
- Une femme chez les chasseurs de têtes, suivi de Mes mémoires de reporter (inédit), Paris, Éditions Marchialy, 2016 ISBN 979-10-95582-02-1
- Ombres d'hommes de Jim Tully (anglès), 1931, Paris, Louis Querelle, collection de la revue "Jazz"
- La Terre du voleur d'U. H. Tammsaare (alemany), 1944. Préface Jean Giono.